# Systémový administrátor

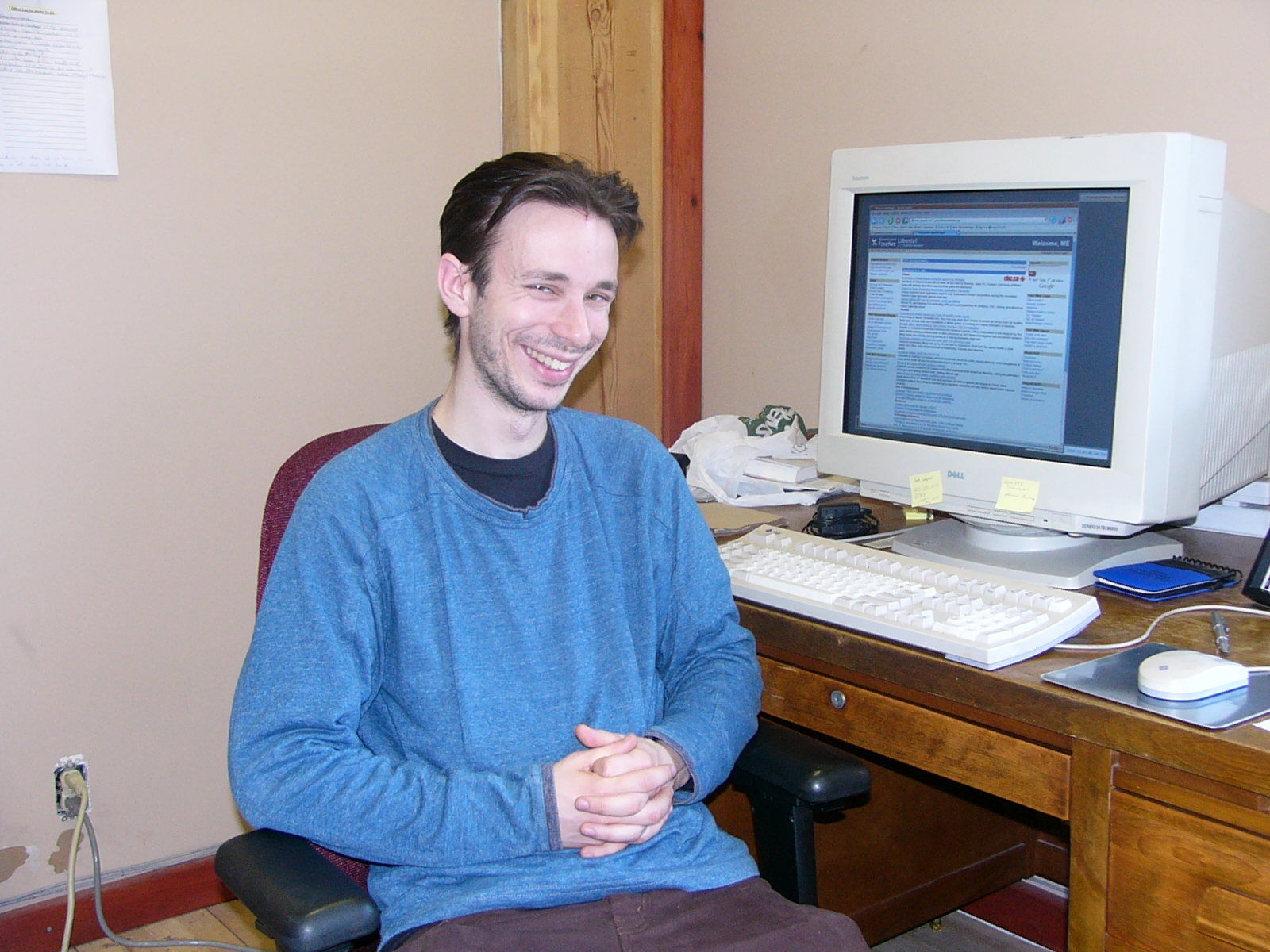
Andre Dalle jako systémový administrátor National Capital FreeNet (neziskový poskytovatel internetového připojení v Ottawě, hlavním městě Kanady).

Systémový administrátor je osoba, která spravuje počítačový systém. Může spravovat uživatelské počítače, servery, virtuální počítače, síťové tiskárny a jiné síťové prvky. Je hlavní osobou, která dominuje v počítačové síti.
- Odstraňuje případné poruchy, případně objednává servis od specializované firmy.
- Zajišťuje ochranu dat, jejich zálohování a ochranu proti virům.
- Provádí optimalizaci provozu sítě vzhledem k potřebám uživatelů.
- Zajišťuje nákup a provádí instalaci nových počítačů a jejich příslušenství a nového softwaru.
- Zajišťuje nákup komponentů pro informační technologie v organizaci.
- Zajišťuje připojení na internet, případně připojení do sítě nadřízené organizace.
- Instaluje databáze, knihovny a celkově konfiguruje síť.

Systémový administrátor zprostředkovává všechny funkce podřízeným zaměstnancům, kteří využívají počítačové služby. Má také zodpovědnost za datacentra, které využívají zaměstnanci a administrátoři. Zodpovídá za výběr a nasazení operačních systémů do síťových zařízení.